# Quadratit
Quadratit ist ein sehr selten vorkommendes Mineral aus der Mineralklasse der Sulfide und Sulfosalze, genauer ein Poly-Sulfoarsenid mit der chemischen Zusammensetzung Ag(Cd,Pb)AsS3. Es kristallisiert im tetragonalen Kristallsystem und wurde bisher nur in Form mikroskopisch kleiner (0,2 mm) bis gerade noch mit bloßem Auge sichtbarer (1 bis 2 mm), tafeliger Kristalle von schwarzer, dunkelgrauer oder dunkelroter Farbe gefunden.

## Etymologie und Geschichte
Die ersten Proben des neuen Minerals wurden 1989 in der „Grube Lengenbach“ im Binntal (Schweiz) gesammelt, deren Untersuchung sich jedoch aufgrund der winzigen Kristalle von nur 0,13 mm als sehr schwierig erwies. Zumindest konnte jedoch schon nachgewiesen werden, dass das unbekannte Mineral von tetragonaler Symmetrie ist. Erst 1993 wurden größere Kristalle von mehr als 1 mm gefunden, die eine genaue Analyse und vor allem Ermittlung aller für eine Anerkennung durch die IMA/CNMNC nötigen Daten zuließen.
Eine erste wissenschaftliche Beschreibung folgte 1998 durch Stefan Graeser, W. Lustenhouwer und P. Berlepsch, die das Mineral bezugnehmend auf seine charakteristisch-quadratische Kristallform benannten, die sonst bei keinem anderen Lengenbacher Mineral auftrat.

## Klassifikation
In der alten Systematik der Minerale nach Strunz (8. Auflage) gehört der Quadratit noch zur undifferenzierten Abteilung der „Sulfosalze“ wo er zusammen mit den kristallchemisch ähnlichen Mineralen Proustit, Pyrargyrit, Pyrostilpnit, Samsonit und Xanthokon eine eigene Gruppe bildet.
Mit der Neustrukturierung in der 9. Auflage der Strunz’schen Mineralsystematik wurden auch die Abteilungen der Klasse der Sulfide teilweise neu definiert und präziser aufgeteilt. Das Mineral befindet sich nun entsprechend in der Abteilung der „Sulfoarsenide, Sulfoantimonide und Sulfobismuthide“ und dort als einziges seiner Gruppe in der Unterabteilung der „Poly-Sulfarsenide“.
Die Systematik der Minerale nach Dana sortiert den Quadratit in die Abteilung der „Sulfosalze mit dem Verhältnis 3 > z/y und der allgemeinen Zusammensetzung (A+)i(A2+)j [ByCz], A = Metalle, B = Halbmetalle, C = Nichtmetalle“ und dort zusammen mit Routhierit und Stalderit in der unbenannten Unterabteilung „03.04.11“.

## Kristallstruktur
Quadratit kristallisiert tetragonal in der Raumgruppe I41/amd (Raumgruppen-Nr. 141) mit den Gitterparameter a = 5,50 Å und c = 33,91 Å sowie 8 Formeleinheiten pro Elementarzelle.

## Eigenschaften

### Morphologie
Die quadratisch geformten Kriställchen erhalten durch Abstumpfung der Ecken eine achteckige Form, wobei die längere Kante meistens der Form {100} entspricht. Unter dem Mikroskop zeigt sich zudem häufig eine quadratisch angeordnete Streifung parallel {110}, was ein Nachweis für die deutliche Spaltbarkeit in diese Richtung ist. Parallel {001} zeigt das Mineral eine vollkommene, glimmerartige Spaltbarkeit.

## Bildung und Fundorte
Bisher konnte das Mineral nur an seiner Typlokalität „Grube Lengenbach“ nachgewiesen werden und dort ausschließlich in Paragenese mit Galenit und Jordanit, auf denen es aufgewachsen war. In einer größeren Ausbeute von 1997 wurden auch Quadratite entdeckt, die direkt auf Pyrit aufgewachsen waren.